# Krümmungszahl
Die Krümmungszahl {\displaystyle C_{C}} ist ein Kennwert der Bodenmechanik zur Beschreibung der Sieblinie (Körnungslinie, Körnungskurve) eines Bodens. Sie repräsentiert die Krümmung der Sieblinie im Bereich zwischen 10 %, 30 % und 60 % Siebdurchgang und gibt so Auskunft über die Häufigkeitsverteilung der Korngrößen.
Die Krümmungszahl ist definiert als:
{\displaystyle C_{C}={\frac {{d_{30}}^{2}}{d_{60}\cdot d_{10}}}}
mit
- dx = Korngröße (Durchmesser) bei x % des Massendurchgangs der Sieblinie, d. h. x % der Masse des Bodens haben eine kleinere Korngröße und gehen durch ein Sieb mit der Maschenweite dx hindurch.[1]

Bei den Perzentilen handelt es sich um Massenanteile.
Aus der Krümmungszahl und der Ungleichförmigkeitszahl {\displaystyle C_{U}} können verschiedene Eigenschaften der nichtbindigen Böden abgeleitet werden, u. a.
- die Verdichtungsfähigkeit
- die Wasseraufnahme
- die Frostempfindlichkeit
- die Kapillarität
- die Stufung des Bodens (weit, eng oder intermittierend).

Bei bindigen (feinkörnigen) Böden können diese Kennwerte nicht ermittelt werden, stattdessen gibt es hier andere Klassifikationsmerkmale.